# Sd Kfz 6
SdKfz 6（Sonderkraftfahrzeug 6）は、第二次世界大戦でドイツ国防軍と武装親衛隊で使用された牽引力5トンのハーフトラックである。メーカーによる呼称はビュッシング-NAG BN9。1939年から1943年の間に生産された。
本車は他のドイツ軍半装軌牽引車と同様、機構が複雑で生産性に優れなかった。例えば部品の製造に1350時間、組み立てに1430時間が必要とされ、製造開始から軍への引き渡しまでに平均15ヶ月もかかったため、大戦半ばで生産を取り止め、より簡易なsWSに更新された。

## 形式
Sd.Kfz.6
工兵部隊で使用された基本型。4列のベンチシートを備える。

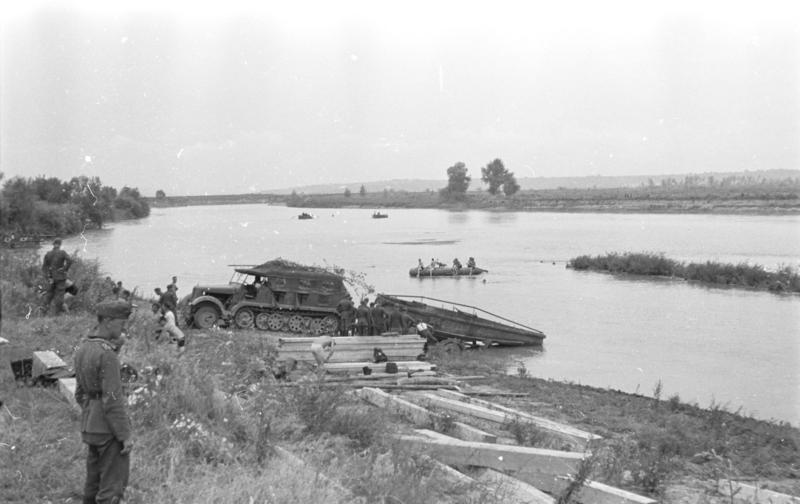
ポンツーンを引き揚げるSd.Kfz.6。 1941年、バルバロッサ作戦。
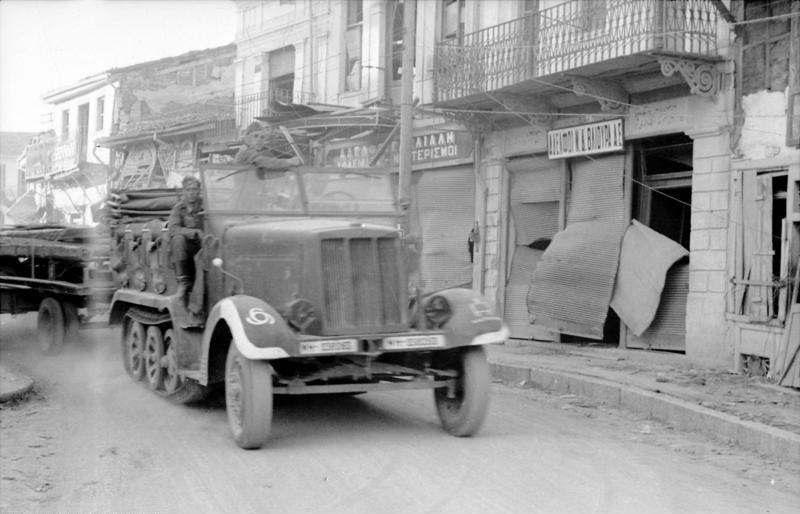
機材を搭載したトレーラーを牽引するSd.Kfz.6。1941年、ギリシャ。

Sd.Kfz.6/1
砲兵部隊で火砲牽引用途に使用されたモデル。工兵型と類似するが最後列のベンチシートが無く3列となり、代わりに弾薬や機材の搭載スペースが確保されている。

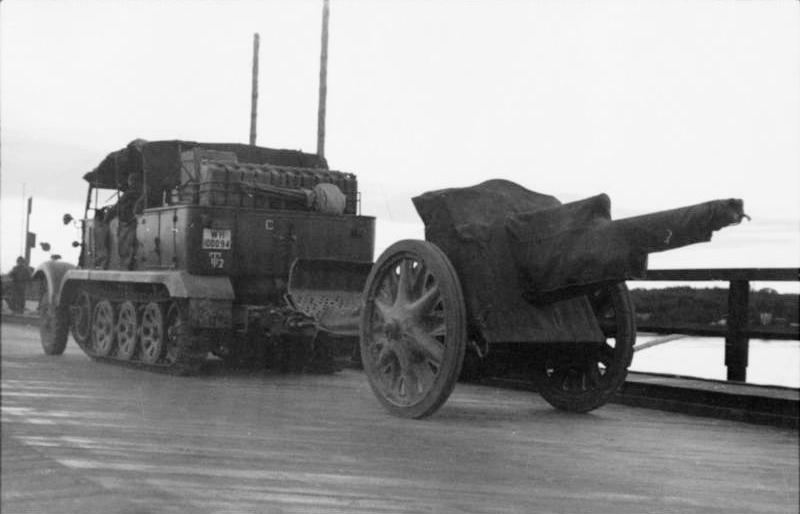
10.5cm leFH18を牽引するSd.Kfz.6/1。1941年9月。

37 mm FlaK36 auf Fahrgestell Zugkraftwagen 5t (Sd.Kfz.6/2)
3.7cm FlaK36機関砲を搭載した自走式対空砲。弾薬を搭載したトレーラーを牽引する。生産終了により、Sd.Kfz.7/2が後継となった。

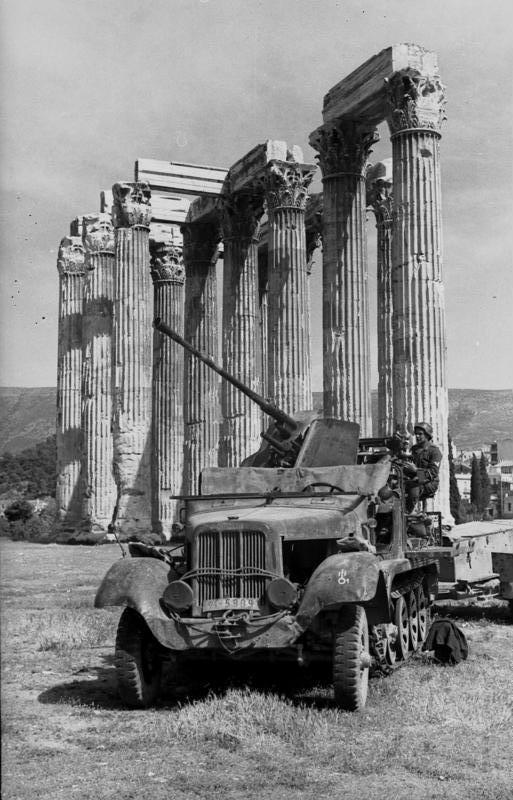
3.7cm FlaK36機関砲を搭載したSd.Kfz.6/2。1941年、ギリシャ。
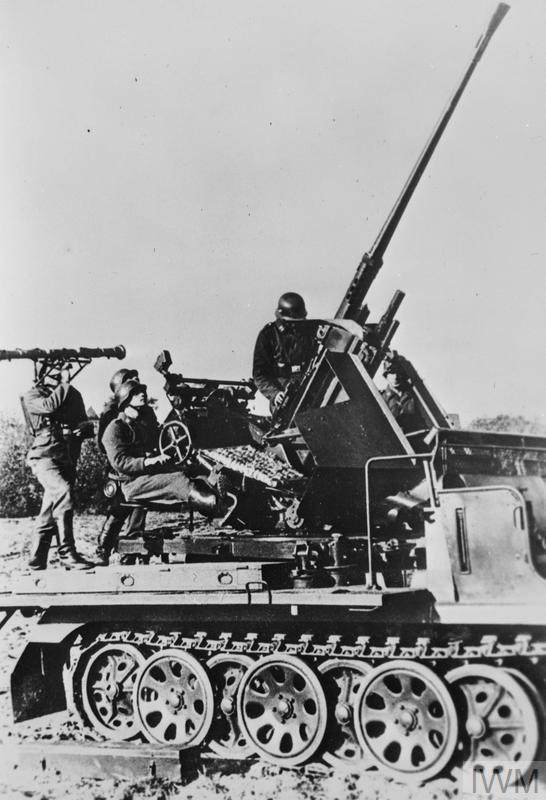
Sd.Kfz.6/2に搭載された3.7cm FlaK36。

76.2 mm FK36(r) auf Panzerjäger Selbstfahrlafette Zugkraftwagen 5t (Sd.Kfz.6/3)
ソ連軍から捕獲したF-22 76mm野砲（7.62 cm PaK 36(r)と異なり、薬室は無改造）を搭載し、車体後部を10mm厚の装甲で囲った対戦車自走砲。9輌が製造され、北アフリカ戦線の第605戦車猟兵大隊に配備され、1942年のガザラ地区での戦闘で活躍した。

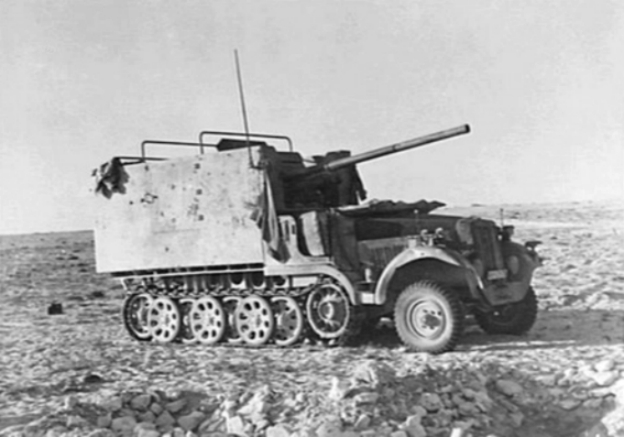
F-22 76mm野砲を搭載したSd.Kfz.6/3。
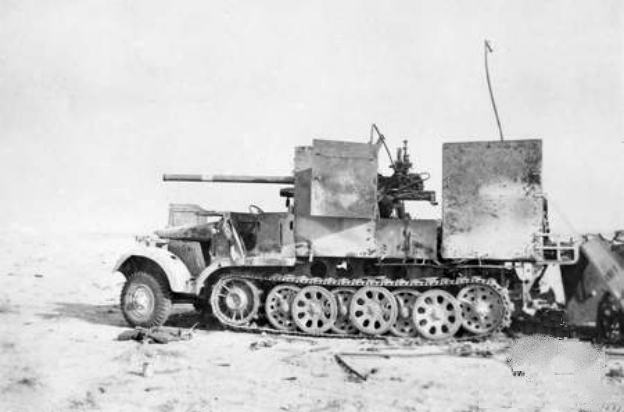
Sd.Kfz.6/3、1942年、エル・アラメインの戦い。